# Факеление
Факеление — авиационный термин, означающий неконтролируемый выброс пламени из выхлопных патрубков или сопла авиадвигателя.
Газотурбинные двигатели факелят по причине избыточного топлива в камере сгорания. В процессе запуска может плохо работать система розжига, либо поступать избыточное топливо («затянутый» запуск), что вызывает выброс столба пламени из сопла. При неудавшемся запуске для удаления избытка топлива из газовоздушного тракта необходимо выполнить «холодную прокрутку» двигателя, иначе также возможно «факеление», повышение температуры газов до запредельной и развития аварийной обстановки.
При расконсервации двигателя, удалении нефтепродуктов из двигателя путём прокрутки и последующего запуска незначительное факеление в ряде случаев допускается.
Также при развитии помпажа возникает факеление, проявляющееся в виде периодических выбросов пламени из сопла.
В любом случае факеление является нерасчётным режимом работы двигателя. Кроме того, оно вызывает сильный психологический эффект — на мощных турбореактивных двигателях столб пламени может достигать нескольких десятков метров.
Пламя со скачками уплотнения (т.н. диски Маха), выбрасываемое из сопла форсированного ТРД, является штатным режимом работы.
При пожаре двигателя термин «факеление» не применяется, так как горит топливо из разрушенных коммуникаций в подкапотном пространстве, а это уже совсем другие технические процессы.